# Overlock

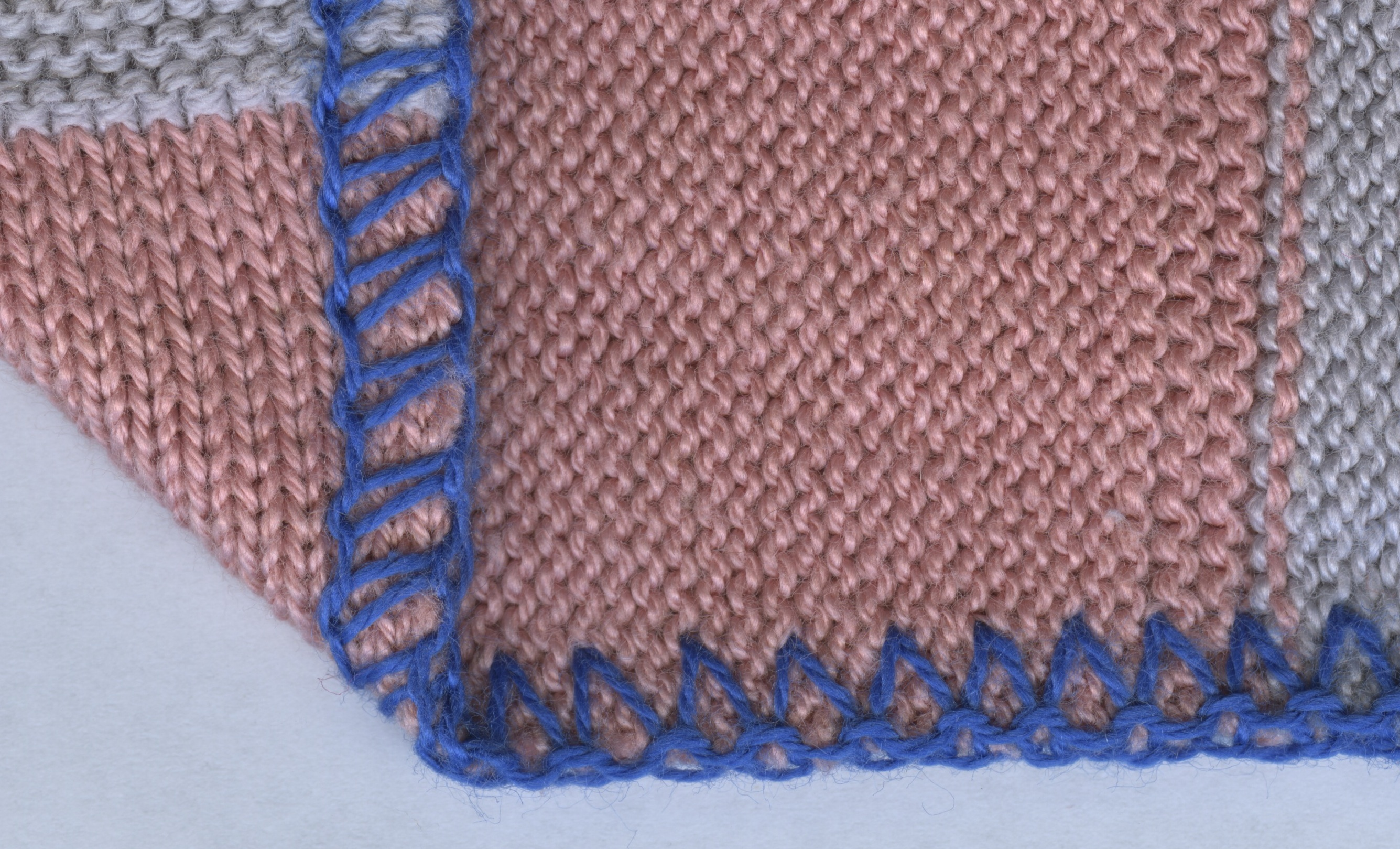
Ukázka overclockového stehu se třemi nitěmi, sedm stehů na krok.

Overlock je označení speciálního stehu nebo šicího stroje, který sešívá a začišťuje švy (používáme pro to termín obnitkovávání). Pokud se nevypne ořezový nůž, tak šev šicí stroj ořízne, sešije a začistí v jednom kroku.

## Použití
Overlockem lze sešít různé druhy látek; nejčastěji se používá na sešívání a začišťování pletenin (např. trička, mikiny, tepláky apod.). Overlockový steh se tvoří 3, 4 nebo 5 nitěmi. Díky charakteristickému provázání je hlavní vlastností vytvořeného stehu vysoká pružnost a pevnost. Overlockem lze látku sešít, olemovat (obnitkovat), ale nelze s ním zapravit lem - látku založit a prošít, jako např. spodní lem trička. K tomu slouží speciální stroj coverlock.

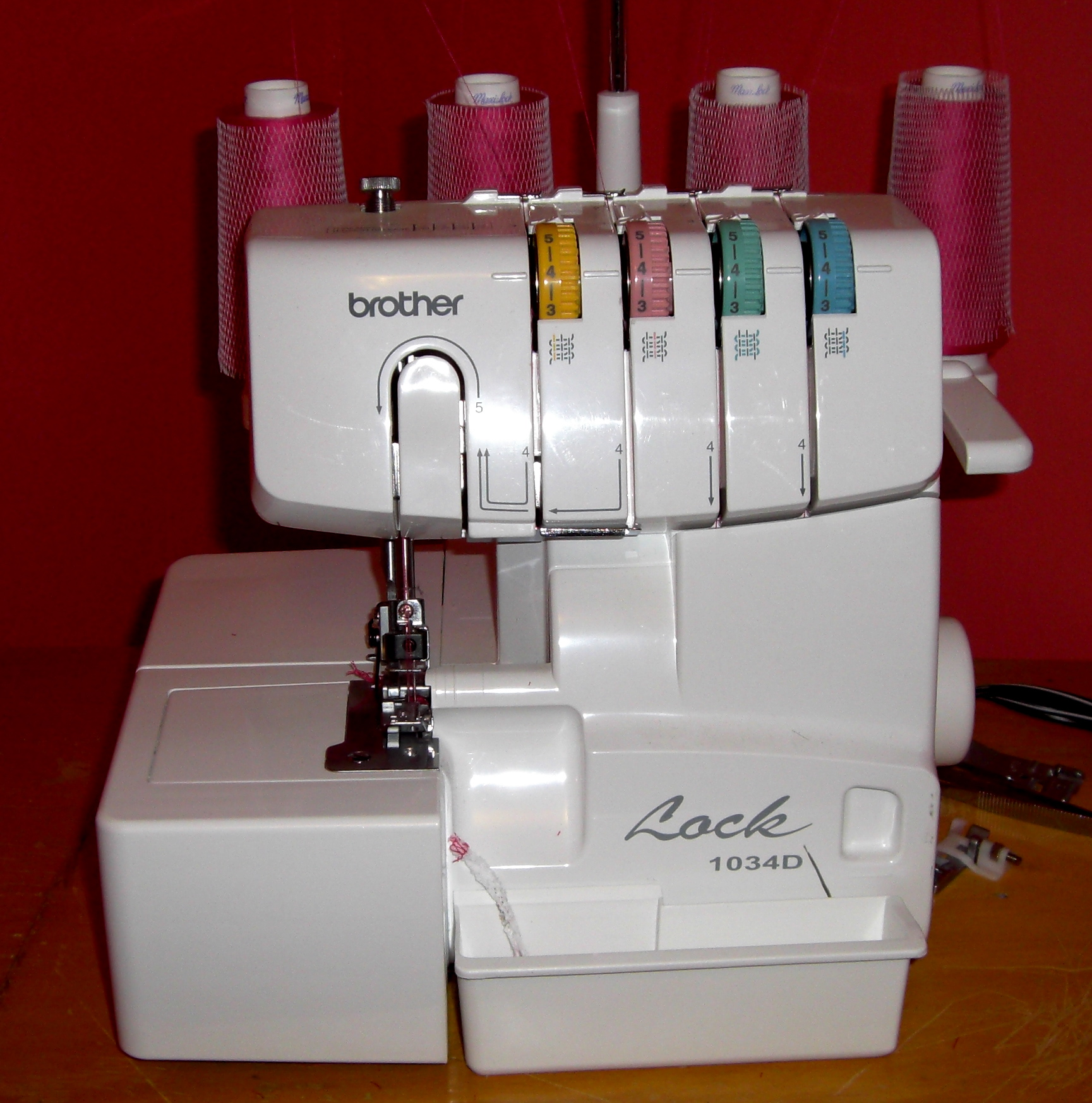
Domácí hobby overlock

Domácí hobby overlocky se často používají k šití oblečení z úpletů. Obvykle používají 4nitný steh, který se šije 2 jehlami, a je pevnější než 3nitný. Do overlocku se používají větší kónické niťové cívky (kóny), které se odvíjí směrem nahoru. 2 nitě vedou do jehel a 2 do kličkařů. Na rozdíl od rovnostehů se u overlocku nevyskytuje člunek, provázání stehů je zajištěno činností kličkaře.
Důležitou funkcí u overlocků je diferenciální podávání, tj. posun sešívaného materiálu od zvýšeného tahu, až po řasení. Tímto způsobem lze ovlivňovat napětí materiálu při obnitkovávání. Domácí klasické šicí stroje se někdy snaží overlock napodobovat, ale jedná se o „falešný“ overlock – overlockové stehy, protože začištění 2 nitěmi nelze dosáhnout kvalit a pružnosti skutečného overlocku.

## Někteří výrobci strojů
- Baby Lock
- Brother
- Husqvarna
- Singer
- Stoewer
- Veritas